# William Bernard O'Donoghue
Pour les articles homonymes, voir O'Donoghue.
William Bernard O'Donoghue (1843 - 16 mars 1878) était un américano-irlandais qui se fit connaître en devenant le trésorier du gouvernement provisoire institué par Louis Riel durant la rébellion de la rivière Rouge en 1869-70 au Canada. Toutefois, après s'être tous les deux enfuis aux États-Unis le 24 août 1870, les deux hommes se séparent 17 septembre suivant, après une réunion où O'Donoghue argumente sans succès pour une implication américaine en faveur des Métis. 
Dès 1871, O'Donoghue s'associe avec la Confrérie de Fenian, et, le 5 octobre de la même année, mène un groupe de 35 hommes lors d'un raid transfrontalier au Manitoba. Les Métis refusent cependant de le suivre, l'arrêtent et le livrent aux autorités américaines du Minnesota voisin. 
O'Donoghue devient alors instituteur, et meurt de tuberculose à Saint Paul, le 16 mars 1878.